# Flaga Makau

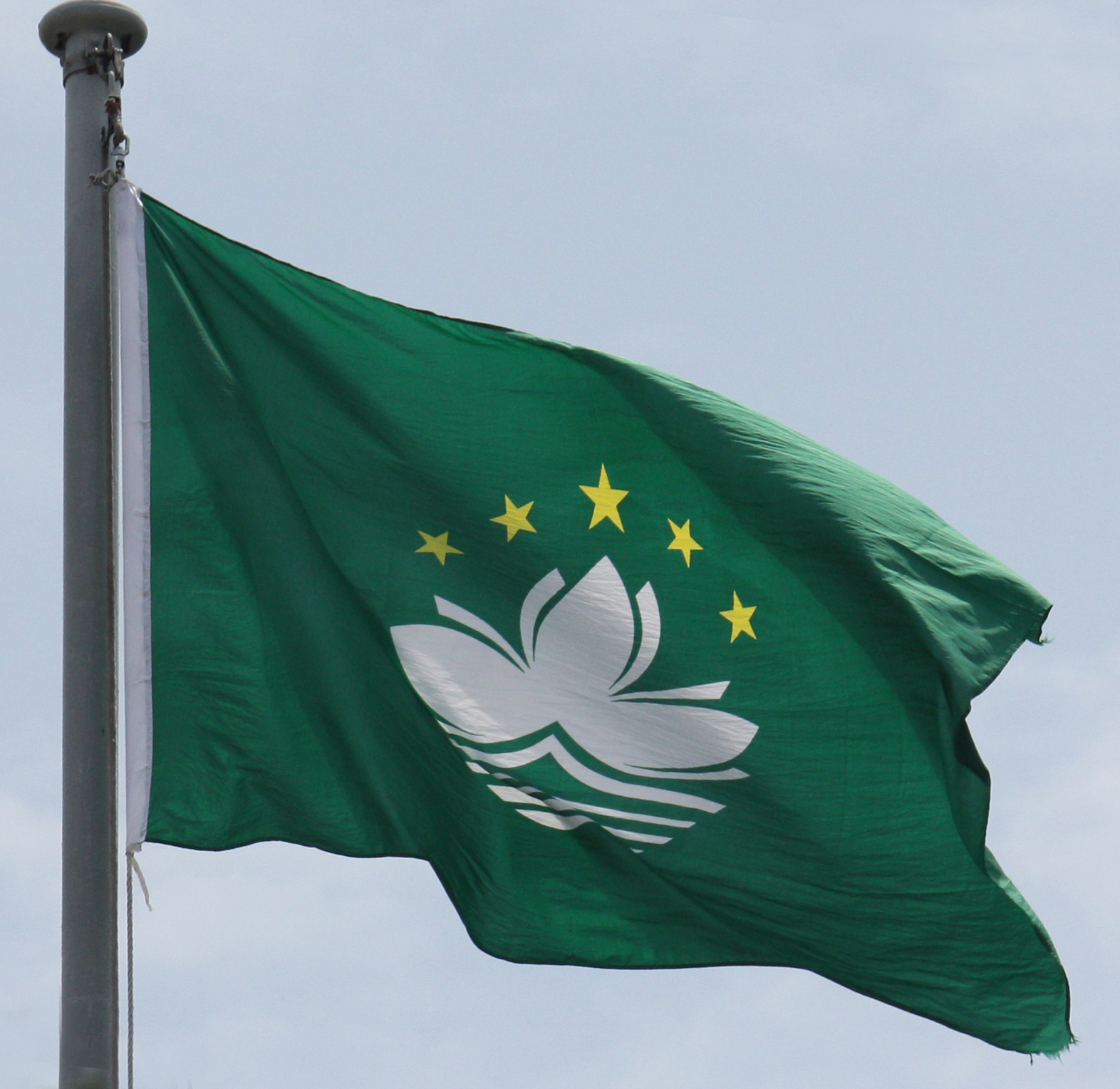
Flaga Makau powiewająca na wietrze

Flaga Makau – ustanowiona 31 marca 1993, a w użyciu jest od 20 grudnia 1999. Proporcje wymiarów flagi wynoszą 2:3.

## Symbolika
Pięć gwiazd symbolizuje fakt, że Makau jest nieodłączną częścią Chińskiej Republiki Ludowej. Stylizowany kwiat lotosu symbolizuje ludność, a jego trzy płatki – trzy wyspy regionu. Pod płatkami w uproszczony sposób przedstawiono most łączący wyspy z lądem oraz fale morskie.

## Okres kolonialny
Przed rokiem 1999 Makau było kolonią portugalską. Oficjalną flagą terytorium była flaga Portugalii, zaś organy administracyjne posiadały własne flagi urzędowe.

flaga Portugalii, używana w Makau (1670–1830)
flaga Portugalii, używana w Makau (1830–1911)
flaga Portugalii, używana w Makau (1911–1999)
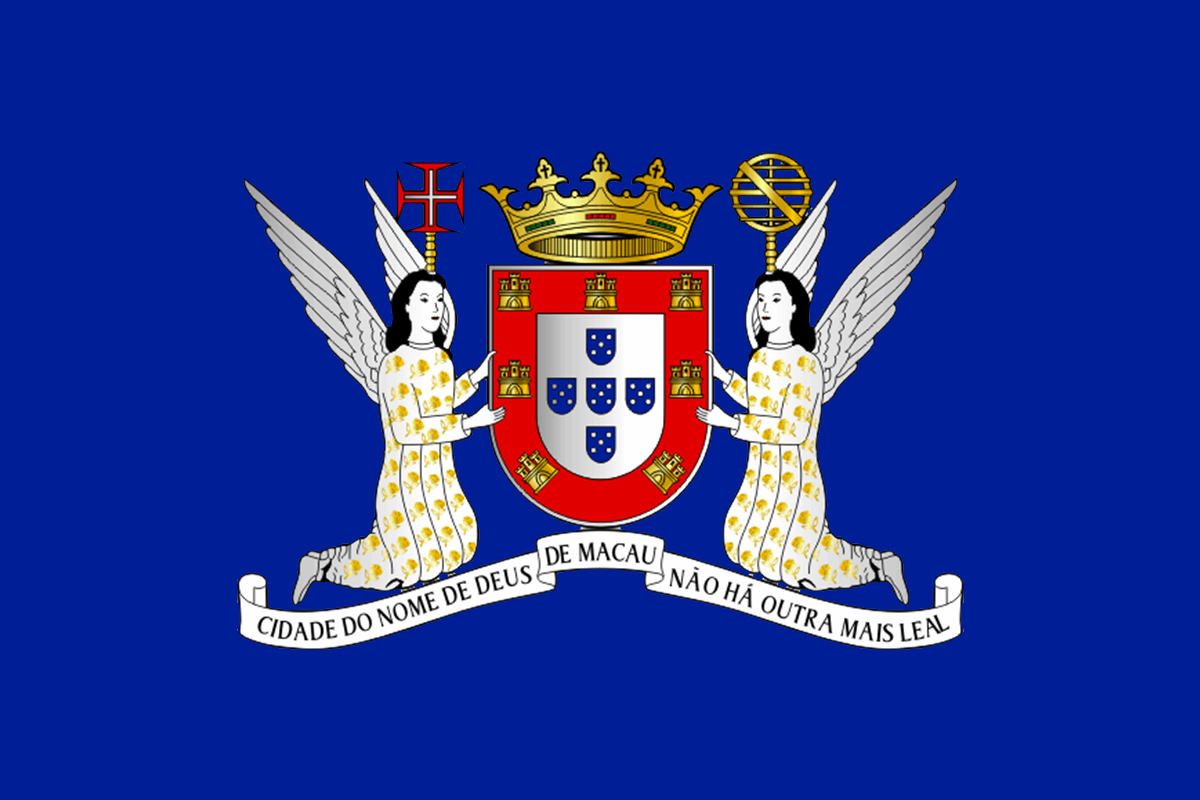
flaga Concelho de Macau (gminy północnej; 1975–1999)
flaga Governo de Macau (administracja kolonii; 1975–1999)
flaga gubernatora kolonii (do 1999)